# Mount Thielsen
Mount Thielsen ist ein Schildvulkan im südlichen Oregon, USA. Durch starke Gletschererosion wurde der ursprüngliche Krater zerstört und ein pyramidenähnlicher Gipfel geformt. Dadurch, dass die letzten der kegelformenden Eruptionen lange vor dem letzten Eiszeitalter stattfanden, blieb die Form erhalten.
Der Gipfel des Mount Thielsen wird häufig von Blitzen getroffen, wodurch Felsformationen in Gipfelnähe schmelzen und dadurch Lechatelierit bzw. Fulgurit entsteht. Daher trägt der Vulkan auch den Spitznamen Der Blitzableiter der Kaskadenkette.

## Name
Von den Ureinwohnern der Gegend wurde der Berg Hischokwolas genannt. Er ist auch unter dem Namen Big Cowhorn (großes Kuhhorn) bekannt.
Der Vulkan wurde laut Oregon Geographic Names von Lewis A. McArthur, veröffentlicht im Jahre 1982 von Oregon Historical Society Press, um das Jahr 1872 von John A. Hurlburt of Portland nach Hans Thielsen benannt, einem bekannten Eisenbahningenieur und -pionier.

## Geographie
In der näheren Umgebung des 2799 m hohen Schildvulkans liegen der ähnlich entstandene Howlock Mountain und der jüngere Mount Bailey. Letzterer erhebt sich westlich des Thielsen auf der anderen Seite des Diamond Lake. Nur etwa neun Kilometer südlich beginnt der Crater-Lake-Nationalpark. Der Mount Thielsen liegt auf der Grenze zwischen den Countys Douglas im Westen und Klamath im Osten. Ebenso teilen sich die Nationalforste (englisch sing.: National Forest) Umpqua und Winema den Berg.

## Geologie
Der Berg ist innerhalb der Kaskadenkette einer der ältesten Vulkane. Der Zeitraum der vulkankegelformenden Ausbrüche des Mount Thielsen war relativ kurz. Gletscher erodierten den Gipfelbereich derart, dass der Vulkan heute keinen Eruptionskrater mehr aufweist. Die heutige Gestalt entstand während der letzten beiden oder drei Eiszeiten.

### Aufbau

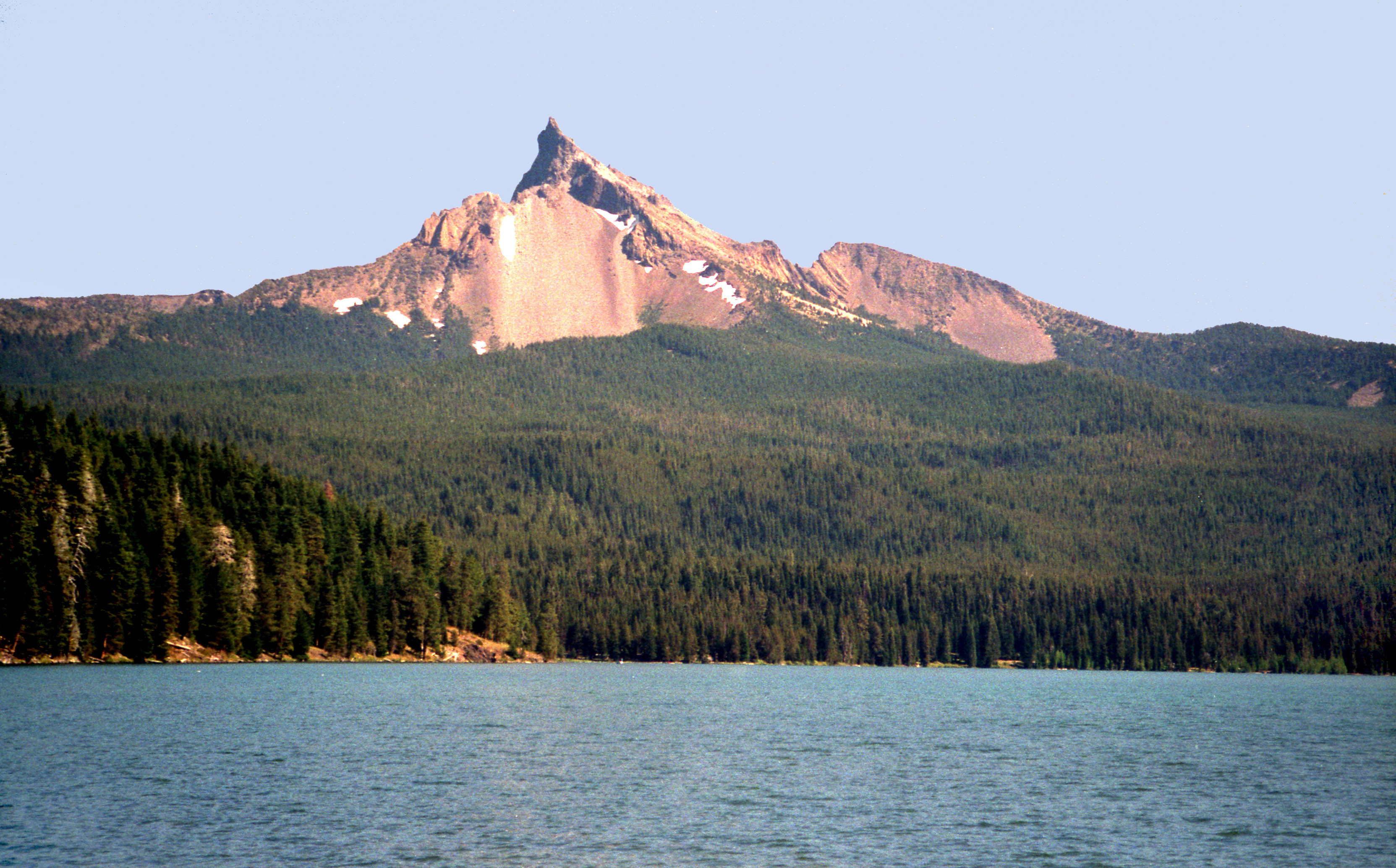
Blick über den in 1580 m über dem Meeresspiegel gelegenen Diamond Lake auf den Mount Thielsen

Der Vulkankegel des Mount Thielsen entstand auf älteren Schildvulkanen und hat ein Volumen von 8,3 km³. Er besteht aus Brekzie, Tuff und basaltischem Andesit, einem in der Kaskadenkette häufig vorkommenden vulkanischen Gestein. Der Gipfelbereich des Vulkans ist von Gletschererosion während der Eiszeiten geprägt. Die Eismassen deformierten den Kegel, wodurch  Teile des Vulkaninneren freigelegt wurden. Die Kalium-Argon-Datierung ergab für den Mount Thielsen ein Alter von mindestens 290.000 Jahren. Die letzten Ausbrüche ereigneten sich vor 100.000 bis 250.000 Jahren, was bedeutet, dass der Zeitraum der Aktivität des Vulkans recht kurz war. Die Ausbrüche erfolgten in drei unterschiedlichen Zeitabschnitten: eine Periode des kegelbildenden Lavaflusses, eine weitere mit häufigeren Eruptionen und eine letzte Periode, in der der Kegel vor allem an Durchmesser gewann und ausgedehnte Ablagerungen entstanden.
Die erstarrten Lavaströme an den Hängen des Mount Thielsen sind zwischen 30 cm und 10 m stark. Der Vulkan weist säulenförmige Formationen aus Brekzie sowie Palagonitspuren auf. Im Basalt des Mount Thielsen wurden Pyroxene, Hypersthen und Feldspat nachgewiesen.

### Gletscher
Gletscher des Pleistozän erodierten die Caldera. Der Vulkan war bis nach dem Ende der Kleinen Eiszeit vergletschert. Noch im frühen 20. Jahrhundert gab es auf dem Mount Thielsen große Eismassen. Der kleine Lathrop Glacier im nördlichen Kar ist heute der einzige Gletscher.

### Fulgurit
Ausschließlich im Gipfelbereich, maximal 3 m unterhalb des höchsten Punktes, wurde Fulgurit gefunden. Das Material entsteht durch Blitzeinschlag in Gesteine. Die Fulguritformen auf dem Mount Thielsen haben Durchmesser von einigen Zentimetern und erreichen Längen von bis zu 30 cm. Blitze schlagen regelmäßig im Gipfelbereich des Vulkans ein und sorgen für die Entstehung des Fulgurits, das sehr dunkle bräunliche bis olivgrüne Farben aufweist.